# Godfried V van Anjou
Godfried V (24 augustus 1113 - Château-du-Loir, 7 september 1151), bijgenaamd de Schone (Frans: Le Bel) en Plantagenet (omdat hij vaak een takje brem - in het Latijn planta genista - op zijn hoed droeg). Hij was graaf van Anjou (provincie), Touraine en Maine (provincie) en hertog van Normandië. Godfried speelde een belangrijke rol in de opbouw van de macht die zijn zoon Hendrik in staat zou stellen om koning van Engeland te worden. De dynastie die toen aan de macht kwam wordt het Huis Plantagenet genoemd, naar Godfrieds bijnaam.

## Jeugd en huwelijk
Godfried was de oudste zoon van graaf Fulco V van Anjou en Ermengarde van Maine. Door het huwelijk van zijn ouders waren Anjou, Touraine en Maine verenigd en zo was een belangrijke feodale staat ontstaan in het westen van Frankrijk. Voor Hendrik I van Engeland was Fulco een belangrijke buurman geworden. Toen Hendriks dochter Mathilde weduwe werd (ze was getrouwd met keizer Hendrik V), arrangeerde Hendrik het huwelijk van Mathilde (25 jaar oud) met Godfried (bijna zestien). Godfried werd op 10 juni 1128 door Hendrik in de kathedraal van Rouen tot ridder geslagen en het paar trouwde op 17 juni 1128 in de kathedraal van Le Mans.
Mathildes broer William Adelin was eerder getrouwd geweest met Adelheid, een zuster van Godfried, maar hij was in 1120 zonder kinderen overleden. Het huwelijk van Godfried en Mathilde was dus een herbevestiging van de band tussen Engeland/Normandië en Anjou.

### Heraldiek
Toen Godfried door Hendrik tot ridder werd geslagen kreeg hij van Hendrik een wapen, met gouden leeuwen op een blauw veld. Godfrieds zoon Hendrik II zou dit aanpassen en er twee gouden leeuwen op een rood veld van maken. Dit is nog steeds deel van het wapen van Normandië. Godfrieds kleinzoon Richard zou daar een derde gouden leeuw aan toevoegen (voor Aquitanië). Zo ontstonden de drie gouden leeuwen op een rood veld in het wapen van Engeland.

## Graaf en Hertog
Het volgende jaar hertrouwde Fulco met Melisende van Jeruzalem en verliet Frankrijk om koning van Jeruzalem te worden. Godfried was volgens eigentijdse schrijvers knap, rossig, joviaal en een uitstekende ridder, maar met een koud en egoïstisch karakter. Hendrik had inmiddels Mathilde tot zijn erfgename benoemd omdat zijn enige zoon al in 1120 was verdronken en zijn tweede huwelijk kinderloos bleef. Toen Hendrik in 1135 overleed trok Mathilde naar Normandië om haar erfenis op te eisen maar toen Stefanus van Blois zich van de Engelse troon meester maakte, werd hij ook in Normandië als hertog erkend.
Mathilde liet zich haar erfenis niet zomaar afnemen en bezocht in 1139 haar moeder in het kasteel van Arundel bij de Engelse zuidkust, met een gezelschap van 140 ridders. Dit was het begin van een lange periode van oorlog in Engeland tussen Stefanus en Mathilde. Godfried bemoeide zich niet met de strijd in Engeland maar veroverde vanaf 1142 Normandië in kleine stapjes. In 1144 riep hij zich namens zijn vrouw uit tot hertog van Normandië. In 1149 deden Godfried en Mathilde afstand van Normandië ten gunste van hun zoon Hendrik.
Godfried had in zijn graafschappen met verschillende opstanden van edelen te maken. De belangrijkste opstand begon in 1145 en daar nam zijn broer Eli ook aan deel. Eli zou ontevreden zijn geweest omdat hij van mening was dat hij Maine zou moeten erven (hun vader was eind 1143 overleden). Godfried sloot Eli op en liet hem pas vrij in 1151. Eli was toen ziek en overleed korte tijd later.
Godfried werd getroffen door een plotselinge koorts, op zijn doodsbed deed hij een aantal schenkingen en hij overleed dezelfde dag. Godfried werd begraven in de kathedraal van Le Mans.

## Kinderen
Godfried en Mathilde kregen de volgende kinderen:
- Hendrik II van Engeland, koning van Engeland en hertog van Normandië;
- Godfried van Nantes, korte tijd erfgenaam van Anjou, Touraine en Maine, tot zijn dood;
- Willem van Poitou.

Daarnaast had Godfried de volgende buitenechtelijke kinderen:
- Hamelin (ca. 1129 — 1202), earl van Surrey (graafschap) door zijn huwelijk met Isabel van Warenne;
- Maria (ovl. 1216), abdis van Shaftesbury Abbey;
- Emma, gehuwd met prins Dafydd ab Owain Gwynedd.

## Voorouders
| Voorouders van Godfried V van Anjou (1113-1151) | Voorouders van Godfried V van Anjou (1113-1151)                         | Voorouders van Godfried V van Anjou (1113-1151)                         | Voorouders van Godfried V van Anjou (1113-1151)                    | Voorouders van Godfried V van Anjou (1113-1151)                    | Voorouders van Godfried V van Anjou (1113-1151)                  | Voorouders van Godfried V van Anjou (1113-1151)                  | Voorouders van Godfried V van Anjou (1113-1151)                  | Voorouders van Godfried V van Anjou (1113-1151)                  |
| ----------------------------------------------- | ----------------------------------------------------------------------- | ----------------------------------------------------------------------- | ------------------------------------------------------------------ | ------------------------------------------------------------------ | ---------------------------------------------------------------- | ---------------------------------------------------------------- | ---------------------------------------------------------------- | ---------------------------------------------------------------- |
| Overgrootouders                                 | Godfried II van Gâtinais (1028-1044) ∞ Ermengarde van Anjou (1018-1076) | Godfried II van Gâtinais (1028-1044) ∞ Ermengarde van Anjou (1018-1076) | Simon I van Montfort (1025-1087) ∞ Agnes van Évreux (-)            | Simon I van Montfort (1025-1087) ∞ Agnes van Évreux (-)            | Jan van Beaugency (1136-1189) ∞ Paula van Maine (-)              | Jan van Beaugency (1136-1189) ∞ Paula van Maine (-)              | Gervais II van Château-du-Loir (1030-1095) ∞ ? (-)               | Gervais II van Château-du-Loir (1030-1095) ∞ ? (-)               |
| Grootouders                                     | Fulco IV van Anjou (1043-1109) ∞ Bertrada van Montfort (1070-1117)      | Fulco IV van Anjou (1043-1109) ∞ Bertrada van Montfort (1070-1117)      | Fulco IV van Anjou (1043-1109) ∞ Bertrada van Montfort (1070-1117) | Fulco IV van Anjou (1043-1109) ∞ Bertrada van Montfort (1070-1117) | Eli I van Maine (1060-1110) ∞ Mathilde van Loir (1055-1099)      | Eli I van Maine (1060-1110) ∞ Mathilde van Loir (1055-1099)      | Eli I van Maine (1060-1110) ∞ Mathilde van Loir (1055-1099)      | Eli I van Maine (1060-1110) ∞ Mathilde van Loir (1055-1099)      |
| Ouders                                          | Fulco V van Anjou (1091-1143) ∞ Ermengarde van Maine (1096-1126)        | Fulco V van Anjou (1091-1143) ∞ Ermengarde van Maine (1096-1126)        | Fulco V van Anjou (1091-1143) ∞ Ermengarde van Maine (1096-1126)   | Fulco V van Anjou (1091-1143) ∞ Ermengarde van Maine (1096-1126)   | Fulco V van Anjou (1091-1143) ∞ Ermengarde van Maine (1096-1126) | Fulco V van Anjou (1091-1143) ∞ Ermengarde van Maine (1096-1126) | Fulco V van Anjou (1091-1143) ∞ Ermengarde van Maine (1096-1126) | Fulco V van Anjou (1091-1143) ∞ Ermengarde van Maine (1096-1126) |

- Bibliothèque nationale de France: cb15051738r (data)
- Gemeinsame Normdatei: 1076787428
- International Standard Name Identifier: 0000 0003 5570 2299
- Library of Congress Control Number: n90697027
- Nationale Bibliotheek van Polen: a0000003525797
- Nederlandse Thesaurus van Auteursnamen: 21699358X
- Système universitaire de documentation: 078611520
- Virtual International Authority File: 268196411
- WorldCat: E39PBJhxk6QxJKmHVrRWjMKw4q